# Le Charmel
Le Charmel est une commune française située dans le département de l'Aisne en région Hauts-de-France.

## Géographie

### Hydrographie
La commune est située dans le bassin Seine-Normandie. Elle est drainée par le ru de la Belle Aulne, le ru de Dolly,,.

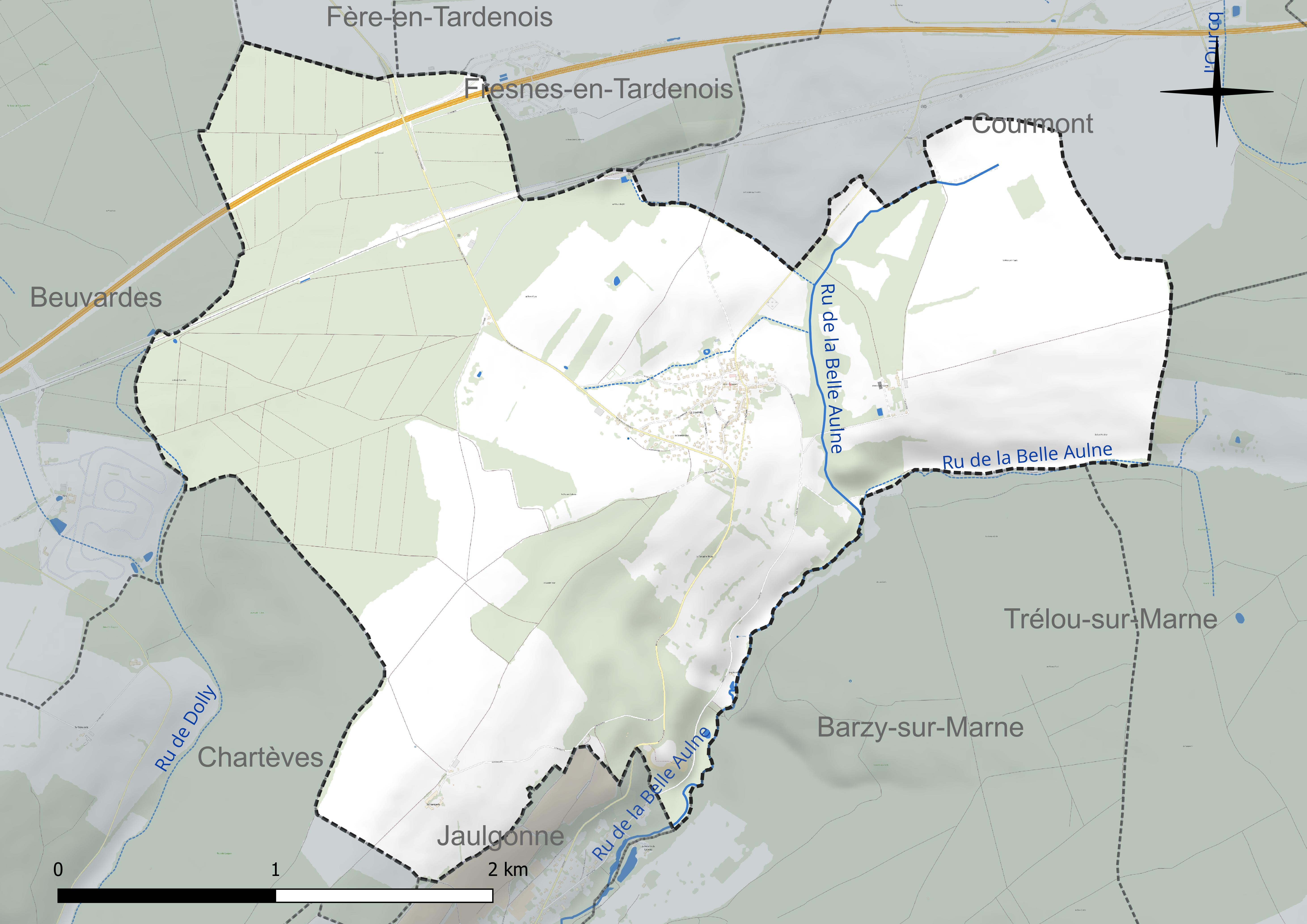
Réseau hydrographique du Charmel.

### Climat
Pour des articles plus généraux, voir Climat des Hauts-de-France et Climat de l'Aisne.
En 2010, le climat de la commune est de type climat océanique dégradé des plaines du Centre et du Nord, selon une étude du CNRS s'appuyant sur une série de données couvrant la période 1971-2000. En 2020, Météo-France publie une typologie des climats de la France métropolitaine dans laquelle la commune est exposée à un climat océanique altéré et est dans la région climatique Nord-est du bassin Parisien, caractérisée par un ensoleillement médiocre, une pluviométrie moyenne régulièrement répartie au cours de l'année et un hiver froid (3 °C).
Pour la période 1971-2000, la température annuelle moyenne est de 10,2 °C, avec  une amplitude thermique annuelle de 15,4 °C. Le cumul annuel moyen de précipitations est de 776 mm, avec 12,1 jours de précipitations en janvier et 8,3 jours en juillet. Pour la période 1991-2020 la température moyenne annuelle observée sur la station météorologique la plus proche, située sur la commune de Blesmes à 11 km à vol d'oiseau, est de 10,6 °C et le cumul annuel moyen de précipitations est de 713,0 mm,. Pour l'avenir, les paramètres climatiques de la commune estimés pour 2050 selon différents scénarios d'émission de gaz à effet de serre sont consultables sur un site dédié publié par Météo-France en novembre 2022.

## Urbanisme

### Typologie
Au 1er janvier 2024, Le Charmel est catégorisée commune rurale à habitat dispersé, selon la nouvelle grille communale de densité à 7 niveaux définie par l'Insee en 2022.
Elle est située hors unité urbaine. Par ailleurs la commune fait partie de l'aire d'attraction de Château-Thierry, dont elle est une commune de la couronne,. Cette aire, qui regroupe 52 communes, est catégorisée dans les aires de moins de 50 000 habitants,.

### Occupation des sols
L'occupation des sols de la commune, telle qu'elle ressort de la base de données européenne d'occupation biophysique des sols Corine Land Cover (CLC), est marquée par l'importance des territoires agricoles (53,5 % en 2018), en augmentation par rapport à 1990 (51,9 %). La répartition détaillée en 2018 est la suivante : 
terres arables (46,1 %), forêts (40,5 %), prairies (6,5 %), zones urbanisées (3 %), milieux à végétation arbustive et/ou herbacée (2,4 %), cultures permanentes (0,9 %), zones industrielles ou commerciales et réseaux de communication (0,6 %).
L'évolution de l'occupation des sols de la commune et de ses infrastructures peut être observée sur les différentes représentations cartographiques du territoire : la carte de Cassini (XVIIIe siècle), la carte d'état-major (1820-1866) et les cartes ou photos aériennes de l'IGN pour la période actuelle (1950 à aujourd'hui).

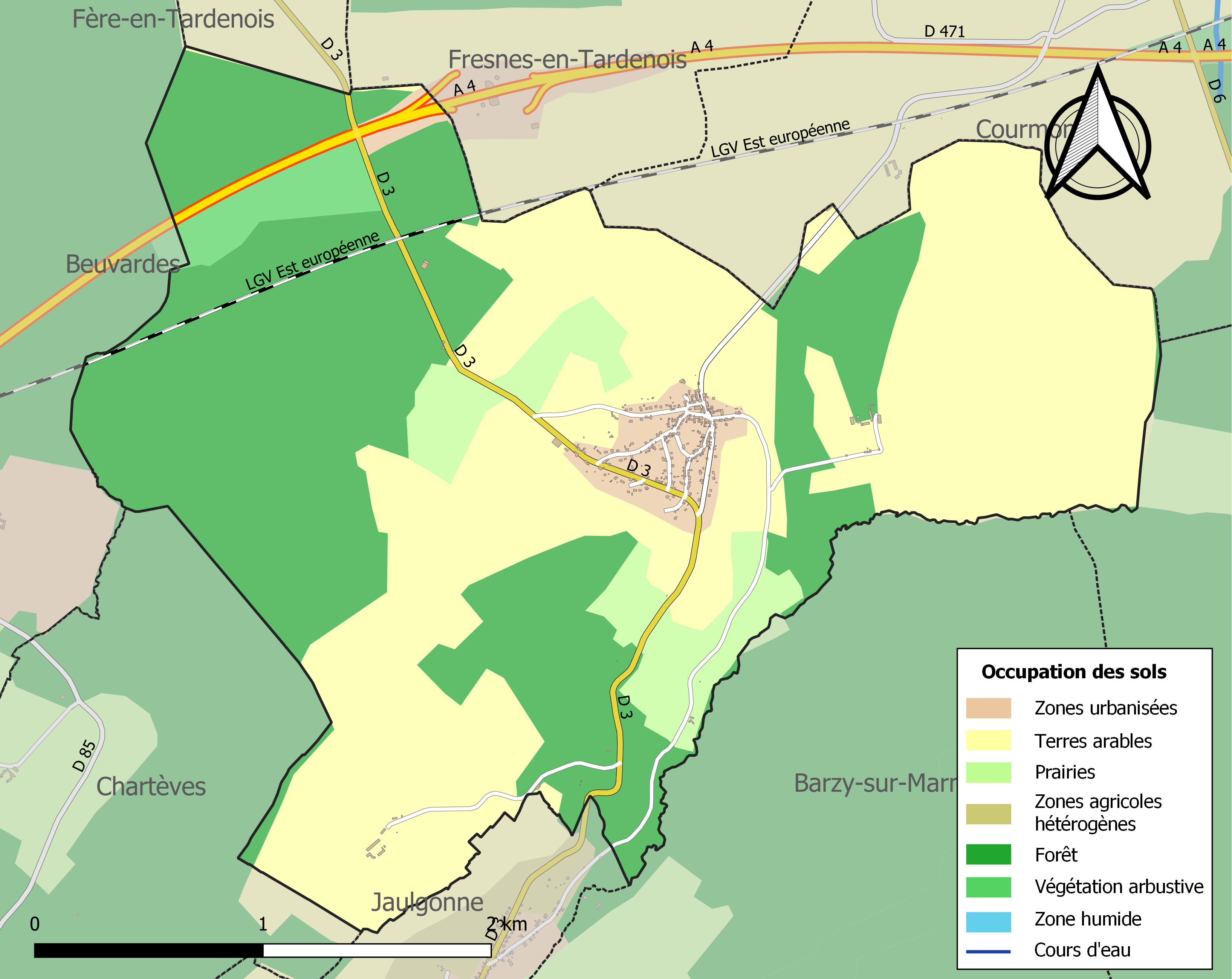
Carte des infrastructures et de l'occupation des sols de la commune en 2018 (CLC).

## Toponymie
Le nom de la localité est attesté sous les formes Parrochia de Charmello (1191) ; Chermel (1211) ; Chermelum (1222) ; Charmeel (1298).
De l'oïl charme et du suffixe diminutif -el : « jeune charme » , devenu charmeau.

## Politique et administration

### Découpage territorial
La commune du Charmel est membre de la communauté d'agglomération de la Région de Château-Thierry, un établissement public de coopération intercommunale (EPCI) à fiscalité propre créé le 1er janvier 2017 dont le siège est à Étampes-sur-Marne. Ce dernier est par ailleurs membre d'autres groupements intercommunaux.
Sur le plan administratif, elle est rattachée à l'arrondissement de Château-Thierry, au département de l'Aisne et à la région Hauts-de-France. Sur le plan électoral, elle dépend du  canton de Fère-en-Tardenois pour l'élection des conseillers départementaux, depuis le redécoupage cantonal de 2014 entré en vigueur en 2015, et de la cinquième circonscription de l'Aisne  pour les élections législatives, depuis le dernier découpage électoral de 2010.

### Administration municipale
| Période                                  | Période                       | Identité         | Étiquette | Qualité                                                 |
| ---------------------------------------- | ----------------------------- | ---------------- | --------- | ------------------------------------------------------- |
| Les données manquantes sont à compléter. |                               |                  |           |                                                         |
| avant 1988                               | mars 2001                     | Jean Lequeux     |           |                                                         |
| mars 2001                                | mars 2008                     | Roland Bouchy    |           |                                                         |
| mars 2008                                | En cours (au 12 juillet 2020) | Martial Bailleul | DVG       | Représentant de commerce Réélu pour le mandat 2020-2026 |

## Démographie
L'évolution du nombre d'habitants est connue à travers les recensements de la population effectués dans la commune depuis 1793. Pour les communes de moins de 10 000 habitants, une enquête de recensement portant sur toute la population est réalisée tous les cinq ans, les populations de référence des années intermédiaires étant quant à elles estimées par interpolation ou extrapolation. Pour la commune, le premier recensement exhaustif entrant dans le cadre du nouveau dispositif a été réalisé en 2005.

En 2022, la commune comptait 324 habitants, en évolution de +1,89 % par rapport à 2016 (Aisne : −1,97 %, France hors Mayotte : +2,11 %).
| 1793 | 1800 | 1806 | 1821 | 1831 | 1836 | 1841 | 1846 | 1851 |
| ---- | ---- | ---- | ---- | ---- | ---- | ---- | ---- | ---- |
| 236  | 322  | 359  | 317  | 348  | 321  | 354  | 370  | 368  |

| 1856 | 1861 | 1866 | 1872 | 1876 | 1881 | 1886 | 1891 | 1896 |
| ---- | ---- | ---- | ---- | ---- | ---- | ---- | ---- | ---- |
| 367  | 388  | 423  | 455  | 443  | 410  | 398  | 366  | 369  |

| 1901 | 1906 | 1911 | 1921 | 1926 | 1931 | 1936 | 1946 | 1954 |
| ---- | ---- | ---- | ---- | ---- | ---- | ---- | ---- | ---- |
| 369  | 344  | 300  | 305  | 259  | 222  | 217  | 242  | 209  |

| 1962 | 1968 | 1975 | 1982 | 1990 | 1999 | 2005 | 2006 | 2010 |
| ---- | ---- | ---- | ---- | ---- | ---- | ---- | ---- | ---- |
| 223  | 206  | 180  | 249  | 268  | 282  | 311  | 321  | 322  |

| 2015 | 2020 | 2022 | - | - | - | - | - | - |
| ---- | ---- | ---- | - | - | - | - | - | - |
| 319  | 327  | 324  | - | - | - | - | - | - |

## Lieux et monuments
Le château du Charmel était une terre seigneuriale et une vicomté relevant en plein fief de Mgr le duc de Bouillon à cause de son duché de Château-Thierry reçu du roi en échange de la principauté de Bouillon et Sedan. De nombreux propriétaires se sont succédé. D'abord le sieur François Emmanuel de Ligny (propriété patrimoniale pendant un siècle) le vendit en 1738 aux comte et comtesse d'Aumalle. Puis Paul-Marie Delpech de Montereau, conseiller au Parlement, l'acquit en 1747. Il sera revendu à sieur Pierre Arnaud de la Britte en 1772. De nouveau revendu en mai 1782 à Mme Hocquart, épouse de Jean Baptiste Mari Hyacinthe Hocquart, 1er gentilhomme de feu le roi de Pologne et gouverneur pour le roi du château de Fère-en-Tardenois. Puis Pierre Charles Bonnefoy du Plan en 1787. Bonnefoy du Plan deviendra baron du Charmel en juin 1809. Lui succéderont son fils et petit-fils qui le vendra à la famille de Rougé.
- Le château du Charmel fut édifié en 1849 pour le comte Louis Bonabes de Rougé (1813-1880).

Son mari étant décédé et ses quatre fils mobilisés, la comtesse de Rougé quitte le château pour Paris et confie la propriété et ses meubles au gardien. Rapidement, le château est transformé en buvette pour les troupes de passage avec les vins de la cave. Il est pillé puis incendié pour faire croire à une destruction par les bombardements. Ces faits seront avoués par la femme du dernier gardien, sur son lit de mort.
Après la guerre, des indemnités pour dommages de guerre ont permis de refaire la toiture et de fermer les ouvertures avec des briques et de reconstruire une base d'escalier.
Le château n'appartient plus à la famille de Rougé.
- Église Saint-Martin du Charmel.

## Personnalités liées à la commune
- Pierre-Charles Bonnefoy du Plan (1732-1824), intendant de Trianon et secrétaire de Louis XVI, qui devint baron du Charmel en juin 1809. Il fut longtemps maire du Charmel. Son fils aîné Louis Antoine prit le nom de Bonnefoy du Charmel et sera également maire. Le fils de ce dernier, Oscar de Bonnefoy du Charmel (1813-1898) fut maire du Charmel.
- Les membres de la famille de Rougé étaient les anciens propriétaires du château du Charmel. Le château a changé de propriétaire depuis.

## Pour approfondir